# استفتاء وضع أبيي
استفتاء وضع أبيي هو الاستفتاء الذي كان مقرراً في الأصل عقده في عام 2011 الذي كان أن يقرر سكان منطقة أبيي أما أن يبقى جزءاً من السودان جنوب كردفان أو لتصبح جزءا من منطقة بحر الغزال جنوب السودان.

## التاريخ
كان من المقرر في الأصل إجراء الاستفتاء في وقت واحد لاستفتاء استقلال جنوب السودان لعام 2011 في 9-15 يناير 2011، ولكن تم تأجيله إلى أجل غير مسمى بسبب الخلافات حول العملية. بسبب عدم اليقين، اندلع العنف حيث قتل أكثر من 30 شخصا. ورداً على ذلك، نشرت الأمم المتحدة قوات إضافية في فرقتها التابعة لبعثة الأمم المتحدة في السودان. تعطل الاستفتاء بسبب عدم الاتفاق على من يشكل «مقيماً في أبيي». والسؤال هو ما إذا كان ينبغي أن تشمل قبيلة المسيرية، الذين ظلوا تاريخياً في المنطقة كل عام لمدة ستة أشهر.
في 24 أكتوبر 2012، كان اقتراح الاتحاد الأفريقي هو إجراء استفتاء في أكتوبر 2013، وفقًا لموافقة مجلس السلام والأمن التابع للاتحاد الأفريقي بعد فريق وساطة بقيادة رئيس جنوب إفريقيا السابق ثابو مبيكي شمل الاستبعاد من المسيرية حتى رفض السودان العرض قائلًا إنها ذات سيادة على المنطقة وأن مثل هذا الإجراء سيهدد عملية حل النزاع برمتها. كما عرضت مهلة ستة أسابيع، حتى 9 ديسمبر، للموافقة على شروط الاستفتاء بين السودان وجنوب السودان. وقال وزير الخارجية السوداني علي كرتي إنه على ثقة من أن الاتحاد الإفريقي سيمنح الدولتين المزيد من الوقت لحل الخلاف حول تنظيم الاستفتاء. وقال أمام البرلمان السوداني، ولا سيما نواب من جنوب كردفان، إن اقتراح الاتحاد الأفريقي "لن يرى النور أبدًا "ولن يُحال إلى مجلس الأمن التابع للأمم المتحدة كما تريد الولايات المتحدة الأمريكية".

## تصويت غير رسمي
بين 27 و 29 أكتوبر 2013، تم إجراء تصويت غير رسمي وغير ملزم، على الرغم من عدم الاعتراف به من قبل السودان أو جنوب السودان. وشاركت فقط قبيلة نغوك دينكا، حيث قاطعت قبيلة المسيرية العربية زاعمة أنها لن تعترف بالنتيجة. وجاء التصويت بعد تحذيرات الأمم المتحدة والاتحاد الأفريقي من أن مثل هذه الخطوة يمكن أن تؤجج التوترات. أثناء العد، تعهدت المسيرية بإجراء استفتاء خاص بها. أعلن المتحدث باسم اللجنة العليا لاستفتاء أبيي لوكا بيونج أن 99.9% من الذين صوتوا يؤيدون الانضمام إلى جنوب السودان. تبع ذلك احتفالات.
وقالت رئيسة الاتحاد الإفريقي نكوسازانا دلاميني-زوما إن التصويت غير قانوني وأن منظميه معرضين لخطر عودة الحرب. «إنهم يشكلون تهديدا للسلام في منطقة أبيي، ولديهم القدرة على إثارة تصعيد غير مسبوق على الأرض... مع عواقب بعيدة المدى للمنطقة ككل». وقال مراقب مستقل، تيم فلاتمان إن 63,433 من 64,775 ناخباً مسجلاً شاركوا في الاستفتاء، وأن 12 فقط منهم صوتوا لصالح السودان، بينما كان هناك 362 اقتراع مدلل. واقترح فلاتمان أيضًا أن الملاحظات الأولية اقترحت «عملية شفافة للغاية».